# حوليات عام 819
تاريخ عام 819 أو تاريخ قرطمين أو السجلات العامة لعام 819 هو جدول زمني للأحداث والأشخاص المهمين من ميلاد يسوع حتى عام 819 م كتبه باللغة السريانية راهب ميافيزي مجهول من دير قرطمين. ويحتوي على قوائم الخلفاء العباسيين من عام 785 إلى عام 813 والبطاركة السريان الأرثوذكس [الإنجليزية] من عام 788 إلى عام 819.

## التأليف والنقل
اكتشف أفرام برصوم السجل في مخطوطة كبيرة من القرن التاسع في قرية باسابرينا عام 1911. لم يتمكن البحث عن المخطوطة في عام 1984 من العثور عليها، ويبدو من المرجح أنها دمرت أثناء الإبادة الجماعية الآشورية في عام 1915. ربما لا تزال نسخة من السجل الذي كتبه بارساوم محفوظة في مكان ما في فرنسا. وفقًا لملاحظة هامشية، نسخ المخطوطة شخص يُدعى سيفيروس لعمه ديفيد أسقف حران. كان هذا داود راهبًا سابقًا في قرطمين، ومن المعروف أنه كُرس أسقفًا على يد البطريرك يوحنا الرابع ملك أنطاكية [الإنجليزية] بين عامي 846 و873. وتحتوي المخطوط أيضًا على قوانين الكنيسة والرسائل البطريركية. تظهر السجلات على أنها مجموعة مستقلة من الإشعارات التاريخية. أضافت يد لاحقة إشعارًا تاريخيًا بالجفاف الذي حدث في عامي 1094 و1095، مما يضع المخطوطة في باسابرينا بحلول ذلك التاريخ. دُمج سجل عام 819 بالكامل تقريبًا في سجل عام 846. وهو المصدر الرئيس للتاريخ اللاحق للفترة الإسلامية.
قد يكون سجل عام 819 من عمل ما يصل إلى ثلاثة مؤلفين، مع تغييرات في التأليف تتزامن مع الفترات 728-733 و775-785. إن علامات التأليف القرطميني في هذا الكتاب كثيرة وقاطعة. من بين 125 مدخلًا، 15 منها تذكر الدير. في عام 1959، ادعى البطريرك السرياني الأرثوذكسي فيلوكسينوس دولاباني دون ذكر مصدره أن السجل هو عمل الكاتب الشهير منصور، رئيس دير قرطمين وابن مرزوق، كاهن بسابرينا. ويبدو أن هذا كان مجرد تخمين.